# NGC 5419
NGC 5419 (другие обозначения — ESO 384-39, MCG -6-31-19, PGC 50100) — эллиптическая галактика (E) в созвездии Центавр.
Этот объект входит в число перечисленных в оригинальной редакции «Нового общего каталога».